# Demeijerea brachialis
Demeijerea brachialis är en tvåvingeart som först beskrevs av Daniel William Coquillett 1901.  Demeijerea brachialis ingår i släktet Demeijerea och familjen fjädermyggor. Inga underarter finns listade i Catalogue of Life.